# Paul Willems
Paul Willems (Edegem, 4 april 1912 - Zoersel, 27 november 1997) was een Belgisch schrijver van romans, essays, verhalen en toneelstukken.

## Levensloop
Net als zijn moeder, de schrijfster Marie Gevers, schreef hij zijn oeuvre in het Frans.
Paul Willems was de achterkleinneven van Jan Frans Willems en bracht zijn jeugd door op het kasteel Mussenborg (verfranst tot Missembourg) in Edegem. Hij studeerde rechten aan de Université libre de Bruxelles. In 1947 ging hij voor het Paleis voor Schone Kunsten werken, waar hij een van de initiatiefnemers was van het Europalia-festival.
In 1941 debuteert hij met Tout est réel ici, geworteld in zijn jeugd aan de oevers van de Schelde, waarin hij droom en werkelijkheid vermengt. Het magisch realisme en een poëtisch-dromerige sfeer worden een constante in zijn werk, dat naast verhalend proza ook toneelstukken omvat.
Hij leverde grote inspanningen (vergeefs) om in Opheylissem, op de grens tussen Nederlands- en Franstalig België een monument op te richten, naar aanleiding van de honderdvijftigste verjaardag van de Belgische onafhankelijkheid.

## Zijn werk

### Verhalen, romans, novelles
- Tout est réel ici (roman, 1941)
- L'herbe qui tremble (verhaal, 1942)
- Blessures (roman, 1945)
- La chronique du cygne (roman, 1949)
- La cathédrale de brume, 1983 (De nevelkathedraal, vert. Kiki Coumans en Hans van Pinxteren, 2010)
- Un arrière-pays, Rêveries sur la création littéraire (1989)
- Le Pays Noyé (1990)
- Le Vase de Delft et autres nouvelles (1995)
- Vers le théâtre. Écrits 1950-1992 (Archives du Futur, 2004)
- Lettres à Jacques Ferrand 1946-1994 (ARLLF - Le Cri, 2005)

### Theater en toneel
- Le bon vin de monsieur Nuche (1949)
- Lamentable Julie (1949)
- Peau d’Ours (1950)
- Air barbare et tendre (1952)
- La Légende du pêcheur (1946)
- Off et la lune (1955)
- La Plage aux Anguilles (1959)
- Il pleut dans ma maison (1962), driejaarlijkse prijs theater van de Franse Gemeenschap in 1963
- Warna ou le poids de la neige (1962)
- L’Echo (1963), voor tv
- Le Marché des petites heures (1964), komische musical
- Plus de danger pour Berto (1966), radiospel
- La ville à voile (1966), Prix Marzotto 1966 en driejaarlijkse prijs theater van de Franse Gemeenschap in 1969
- Le Soleil sur la mer (1970)
- Les miroirs d'Ostende (1974), 5 jaarlijkse literatuurprijs van de Franse gemeenschap
- Nuit avec ombres en couleurs (1983)
- Elle disait dormir pour mourir (1983)
- La vita breve (1990)
- La Neige (1996)
- Le petit chat vert (1996)
- Histoire du garçon qui voulait décrocher la lune (1996)
- Un Pays Noyé (2005)

## Erkenning
- Prix Mazotto voor "La Ville à voile"
- De driejaarlijkse prijs voor Theater van De Franse Gemeenschap. (tweemaal: 1963 en 1969)
- De 5 jaarlijkse literatuurprijs van de Franse Gemeenschap voor Les miroirs d'Ostende
- In 1980 ontving hij de vijfjaarlijkse Staatsprijs voor literatuur van de Franse Gemeenschap van België.

- Bibsys: 90118768
- Bibliothèque nationale de France: cb12012816q (data)
- CiNii: DA04580183
- Gemeinsame Normdatei: 118907239
- International Standard Name Identifier: 0000 0001 0913 5284
- Library of Congress Control Number: n84115559
- Nationale Bibliotheek van Letland: 000290120
- Nationale Bibliotheek van Tsjechië: jn20040629007
- Nationale Bibliotheek van Israël: 987007278500505171
- Nederlandse Thesaurus van Auteursnamen: 069051305
- Réseau des bibliothèques de Suisse occidentale: 02-A003976506
- Système universitaire de documentation: 028705025
- Virtual International Authority File: 71401918
- WorldCat: E39PBJkD96HvpcbyMTCXhQbjmd